# Provincie 13 spišských měst
Provincie 13 spišských měst byl samosprávný celek spišských měst v letech 1412-1778.
Vznikl z měst patřících do spišské zástavy a tvořily ho: Spišská Nová Ves, Spišské Vlachy, Spišské Podhradie, Poprad, Velká, Spišská Sobota, Stráže pod Tatrami, Matejovce, Spišská Belá, Vrbov, Ľubica, Ruskinovce a Tvarožná.
Polští králové městům potvrdili všechna dosavadní privilegia uherských panovníků a ponechali původní, byť značně okleštěnou samosprávu. V roce 1769 zastavená města obsadilo uherské vojsko a v roce 1772 byla opět včleněna do Uher (formálně 18. září 1773). Provincie jako samostatný celek trvala ještě několik let, do června 1778, kdy byly k původní třináctce přičleněna města Stará Ľubovňa, Podolínec a Hniezdne a utvořena Provincie 16 spišských měst.

## Pečeť a znak provincie
O existenci znaku nejsou spolehlivé důkazy. Polské zdroje (Polská Wikipedie, heslo Herb Starostwa Spiskiego) hovoří o znaku v podobě barevně pozměněného znaku Horních Uher - v modrém poli na zeleném trojvrší stříbrný patriarší kříž. Takto je znak starostwa údajně zachycen v knize LIBER INSIGNIORUM Erazma Kamieńia.
Pečeť (překreslená) je vystavená v expozici na Ľubovňanském hradě. Nese opis: S. ULADISLAI REGID POLONIE TREDECIM CIVIT TERRAE SCEPUS - a v pečetním poli barokní štít s nekorunovanou orlicí, provázenou v rozích čtyřmi neidentifikovatelnými symboly (možná se jedná o číslice letopočtu). Výstavní panely na hradě neuvádí vročení. Stejná kopie pečeti je zobrazena v textu Mílniky histórie města Spišská Nová Ves, část 3.